# Rafał Grzondziel
Rafał Jan Grzondziel, Father Ignatius (ur. 19 października 1912 w Panewnikach, zm. 22 grudnia 1998 w Kanadzie) – kapłan katolicki, franciszkanin, członek prowincji panewnickiej, wykładowca nauk politycznych, harcmistrz, działacz społeczny na rzecz Polonii kanadyjskiej.

## Życiorys
Absolwent (filozofia i teologia) Kolegium Św. Antoniego w rodzinnych Panewnikach (dziś Katowice) w 1936 r. W latach 1937–39 młodszy asystent na Katedrze Polskiej Literatury Uniwersytetu Poznańskiego. Kapelan Generalnego Szpitala Wojennego w Zbarażu. 17 września 1939 dostaje się do niewoli radzieckiej, ale w 1940 ucieka na Śląsk, a później przez Węgry do Grecji, gdzie zostaje kapelanem Poselstwa RP w Atenach. Po przystąpieniu Włoch do wojny, w grudniu 1940 ewakuowany do Libanu, przydzielony do Kwatery Głównej WP na Wschodzie, a po upadku Francji w szeregach Brygady Karpackiej formowanej w Palestynie. W stopniu kapitana pełnił m.in. funkcje Szefa Duszpasterstwa i Kanclerza Kurii Polowej na Wschodzie (Military Field Curia w Bagdadzie). Brał udział we wszystkich działaniach bojowych 2 Korpusu w kampanii włoskiej, od Tarentu przez Monte Cassino po Bolonię.
Zasłużony działacz harcerski, m.in. organizator Rady ZHP na Wschodzie (Palestyna, 1940), I Konferencji Instruktorskiej w Como (Włochy) i Walnego Zjazdu Rady ZHP w Rzymie (1946). Po wojnie na własnej farmie w Kanadzie z pasją organizował pierwsze obozy i kolonie zuchowe.
Od 1946 roku ks. Grzondziel w randze majora przybywa do Anglii, gdzie bierze czynny udział w organizowaniu szkół dla byłych żołnierzy i parafii zgodnie z zasadami prawa brytyjskiego. Po podyplomowych studiach psychologii eksperymentalnej na Uniwersytecie Oksfordzkim (1946–48) uzupełnia wykształcenie w USA (1949–50) jako absolwent (MA) Wydziału Nauk Społeczno-Politycznych Western Reserve University w Cleveland (Ohio), jednocześnie obejmując parafię św. Antoniego w Cleveland. Podejmuje pracę jako wykładowca (1950–51), a następnie kierownik (1951–52) Wydziału Nauk Politycznych katolickiego Quincy College (Illinois).
Od 1952 na stałe mieszka w Kanadzie, gdzie w 1955 zdobywa bakalaureat z prawa kanonicznego na Uniwersytecie Ottawskim.
W 1965 bierze udział w II Soborze Watykańskim, a od 1968 przechodzi do duchowieństwa diecezjalnego, m.in. w Sarni. Zostaje proboszczem Misji Polskiej św. Krzyża w Woodstock (Ontario). Buduje kościół, w którym kardynał Karol Wojtyła poświęcił specjalny krzyż (metaloplastyka M. Owczarskiego).

## Ontaryjskie Kaszuby

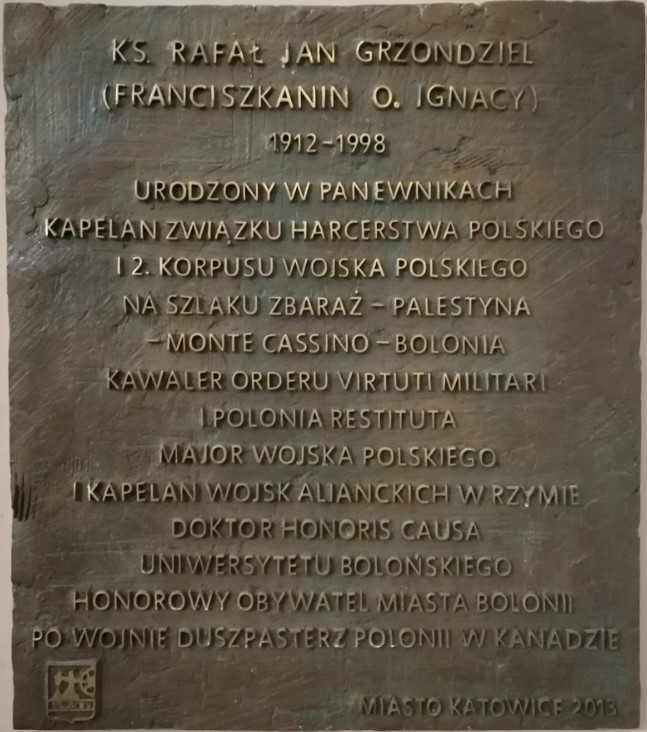
Tablica pamiątkowa w bazylice panewnickiej

Ks. Grzondziel uważany jest za odkrywcę regionu w prowincji Ontario, uznanego za kolebkę polskiego osadnictwa w Kanadzie. W latach 50., zauroczony okolicami miasteczka Barry’s Bay osiedlił się w miejscu, gdzie w 1858 przybyła pierwsza grupa (18 rodzin) imigrantów z Polski, wszyscy z Kaszub. W rok później w rejestrach odnotowano pierwszych 14 kaszubskich nazwisk z adnotacją o przynależności do narodowości polskiej. W 1953 ks. Grzondziel założył tam Ośrodek Młodzieżowy Rekreacji i Sportów „Kaszuby”, a wkrótce potem wybudował kaplicę i „Katedrę wśród Sosen”. Powołał też Koło Hallerczyków w Barry’s Bay po przeprowadzeniu uznania ich praw weterańskich. Wprowadził elektryfikację i telefonizację okolicy oraz pocztę, której został pierwszym poczmistrzem. Dzięki jego wysiłkom w 1960 Urząd Nazw Geograficznych Kanady zatwierdził nazwę “Kaszuby”. Dzisiaj znajdują się tam polskie kościoły, szkoły, pomniki, obozy i stanice harcerskie oraz skansen, stanowiąc wyrazistą enklawę polskości w Kanadzie.
W rok po śmierci Rafała Grzondziela odsłonięto na Kaszubach obelisk poświęcony księdzu, który tak wiele dobrego uczynił dla tego regionu.

## Odznaczenia i tytuły
Order Virtuti Militari, Krzyż Walecznych, Krzyż Monte Cassino, Srebrny i Złoty Krzyż Zasługi z Mieczami, Order Odrodzenia Polski, Gwiazda Afryki, Gwiazda Italii, Medal za Wojnę (czterokrotnie); włoskie ordery Corona d’Italia i Valor Militare (dwukrotnie). Honorowy Obywatel Miasta Bolonii, którego senat wybił specjalny medal z jego nazwiskiem.
Doktorat honoris causa Uniwersytetu Bolońskiego (1946).

## Publikacje
- Panie, pozostań z nami – modlitewnik Brygady Strzelców Karpackich (Jerozolima, 1940, 1941 i 4 dalsze wydania)
- U źródeł Mocy (Jerozolima, 1944)
- The Ozarks – praca naukowa (Cleveland, Ohio, 1950)
- The Bankruptcy of the Soviet Ideology… – praca naukowa (Ottawa, 1953)
- Liczne publikacje w czasopismach polskich i obcojęzycznych (po angielsku, francusku, niemiecku i włosku).